# Sesheke
Sesheke è un centro abitato dello Zambia, situato nella Provincia Occidentale.